# Doppelteleskop
Als Doppelteleskop werden in der Astronomie zwei annähernd gleich große Fernrohre bezeichnet, die parallel zueinander angeordnet sind, sodass sie simultane Beobachtungen am selben Stern bzw. im selben Sternfeld ermöglichen. Mechanisch kann dies auf derselben Montierung erfolgen, doch neuerdings auch in benachbarten Sternwartekuppeln, wenn die Teleskope eine gemeinsame elektronische Steuerung besitzen.

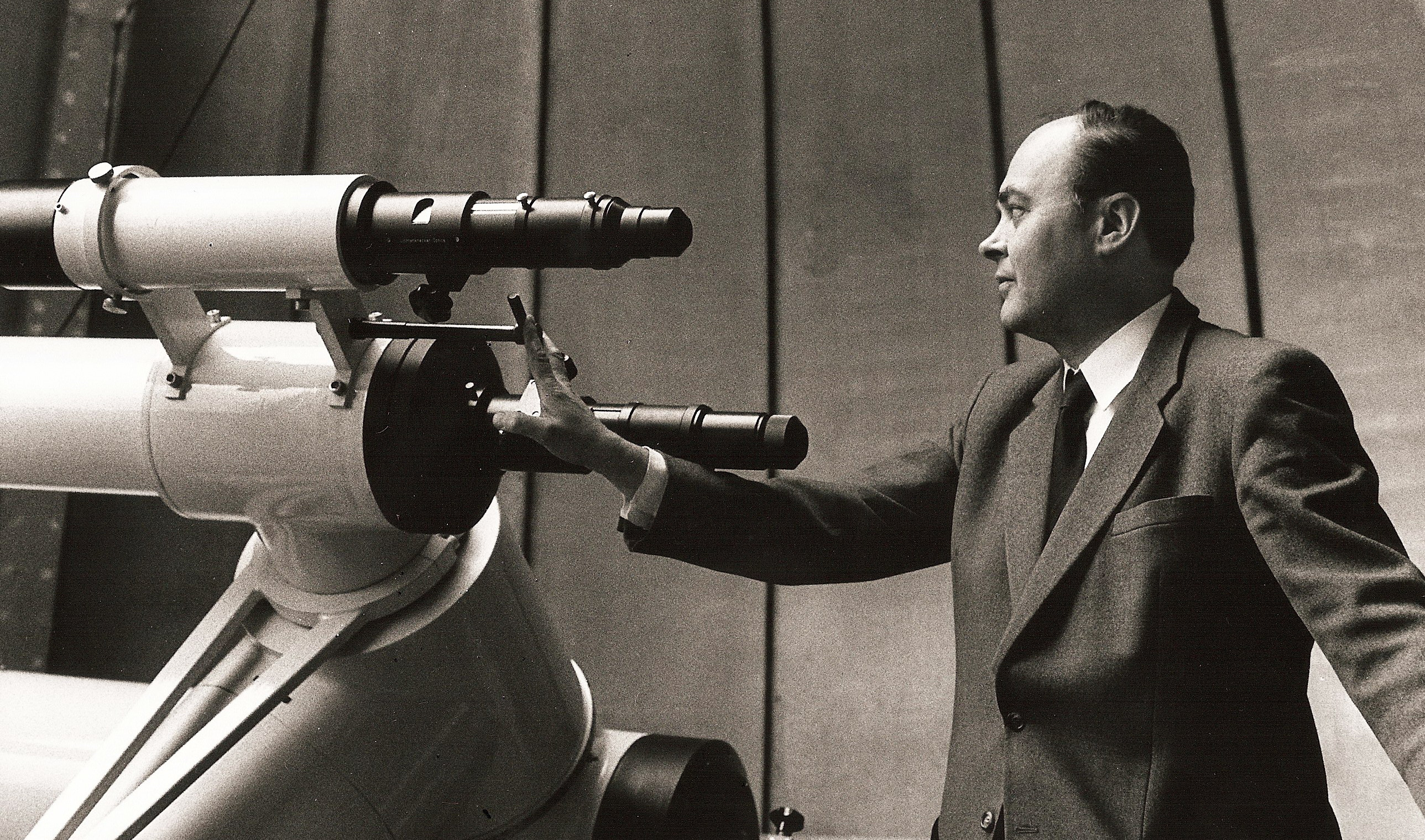
Hermann Mucke um 1975 an dem von ihm konzipierten Doppelfernrohr der Urania-Sternwarte Wien

## Volkssternwarten
Bei Sternführungen auf Volkssternwarten gibt es beim Blick durchs Fernrohr oft längere Wartezeiten, die ein geeignetes Doppelteleskop halbieren kann. Außerdem kann bei Unklarheiten oder unabsichtlich verstelltem Fernrohr der Astronom helfend eingreifen. 

## Astrofotografie
Die ersten großen Doppelteleskope wurden in der zweiten Hälfte des 19. Jahrhunderts für Zwecke der Astrofotografie konstruiert – z. B. für das  Astrophysikalische Observatorium in Potsdam. Während an einem Teleskop die Himmelsaufnahme belichtet wird, kann das andere als genaues Leitfernrohr dienen. Es überwacht anhand eines Leitsterns die korrekte Nachführung der Himmelsdrehung, um die fotografierten Sterne genau punktförmig abzubilden. Möglich ist auch gleichzeitige Astrofotografie und -Spektrografie.
Eine seltene Sonderform stellt der Bruce-Refraktor dar, der um 1890 für die Sternwarte Heidelberg gebaut und nach der Sponsorin aus den USA benannt wurde. Er ist sogar ein Dreifachteleskop, bestehend aus einem doppelten Astrografen für Fotoplatten, montiert auf einem langen Leitfernrohr mit 25 cm Öffnung und 400 cm Brennweite. Mit den fotografischen Objektiven von je 40 cm Öffnung und 200 cm Brennweite wurden tausende von Platten aufgenommen und über 100 Asteroiden entdeckt. Heute wird der Bruce-Refraktor noch bei Führungen eingesetzt.

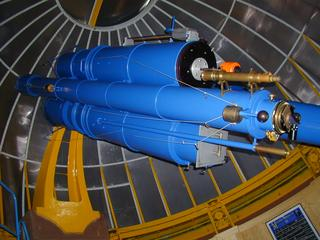
Großer Doppelastrograf (Bruce-Teleskop) der Landessternwarte Heidelberg-Königstuhl

Doppelastrografen wurden danach zu einer häufigen Bauform, um simultane Aufnahmen benachbarter Sternfelder – etwa zur Beschleunigung einer Himmelsdurchmusterung – durchzuführen. Um 1965 ist auf diese Art in nur wenigen Monaten auf der Schwarzwälder Privatsternwarte Vehrenberg (Sternwarte) der fotografische Falkauer Sternatlas entstanden, der mit seinen 300 Kartenblättern (je 10 × 10°) weite Verbreitung fand und später zu weiteren Himmelsatlanten mit noch größerem Kartenmaßstab führte. 
Für die Suche nach Asteroiden oder Kometen werden auch gleichzeitige Aufnahmen desselben Sternfeldes durchgeführt, um Kleinkörper von Plattenfehlern oder „heißen“ CCD-Pixeln unterscheiden zu können. Bei zeitlich versetzten Aufnahmen wiederum ist eine genäherte Bestimmung der Bahngeschwindigkeit möglich.

## Parallelsteuerung von Großteleskopen
Eine moderne Sonderform des Doppelfernrohrs wurde beim Large Binocular Telescope (LBT) realisiert, wo zwei an sich unabhängig einsetzbare Riesenteleskope mit zwei 8-m-Spiegeln für Zwecke der Interferometrie parallel geschaltet werden können.
Ähnliche, noch größere Projekte sind in Planung, z. B. das Large-Aperture Mirror Array (LAMA). Damit sollen dann vier oder mehr Großteleskope gekoppelt werden.

## Doppelteleskope für die Amateurastronomie
Für Amateurastronomen bietet der Markt ebenfalls Doppelfernrohre an, die
- entweder nach der Bauweise großer Feldstecher konstruiert sind, aber etwa doppelt so große Objektive haben (Öffnung 60, 80 oder 100 mm),
- oder in der Art eines doppelten Aussichtsfernrohrs mit gemeinsamem Tubus der beiden Optiken. Diese Instrumente können – wenn sie eine stabile Montierung haben – mit Aperturen auch über 100 mm und etwa 20- bis 100-facher Vergrößerung ausgestattet sein.